# Sikandar-Xah Tughluq
Sikandar-Xah Tughluq fou el nom de regne d'un sultà tughlúquida de Delhi, abans de ser coronat anomenat Humayun Khan. Era fill de Muhàmmad Xah III Tughluq i quan aquest va morir (20 de gener de 1394) el va succeir (22 de gener de 1394).
Va morir després de poc més d'un mes i mig de regnat, el 8 de març de 1394 i el va succeir el seu germà Nàssir-ad-Din Mahmud Xah Tughluq.